# Хуттвиль
Хуттвиль (нем. Huttwil) — коммуна в Швейцарии, в кантоне Берн. 
До 2009 года входила в состав округа Траксельвальд, с 2010 года входит в Обераргау. Население составляет 4702 человека (на 31 декабря 2006 года). Официальный код — 0954.